# Hydrobaenus piloculus
Hydrobaenus piloculus är en tvåvingeart som beskrevs av Peter Scott Cranston och Oliver 1988. Hydrobaenus piloculus ingår i släktet Hydrobaenus och familjen fjädermyggor.
Artens utbredningsområde är Northwest Territories, Kanada. Inga underarter finns listade i Catalogue of Life.